# 에티오피아력
에티오피아력(암하라어: የኢትዮጵያ ዘመን አቆጣጠር 예 이티오피야 제멘 아코타탈)은 에티오피아의 고유한 달력 문화이다. 1년은 13개월이며, 평년은 365일, 윤년은 366일을 가진 태양력의 일종이다. 그레고리력과 에티오피아력은 약 7년의 차이가 난다.

## 에티오피아력
| 암하라어 | 콥트어     | 그레고리력 | 13번째 달에 윤날이 있은 후 그 다음해의 경우 |
| -------- | ---------- | ---------- | ------------------------------------------- |
| 매스캐램 | 투트       | 9월 11일   | 12일                                        |
| 테켐트   | 바바흐     | 10월 11일  | 12일                                        |
| 헤다르   | 하투르     | 11월 10일  | 11일                                        |
| 타흐사스 | 키야흐크   | 12월 10일  | 11일                                        |
| 테르     | 투바흐     | 1월 9일    | 10일                                        |
| 얘카티트 | 암쉬르     | 2월 8일    | 9일                                         |
| 매가비트 | 바라마트   | 3월 10일   | 10일                                        |
| 미야지야 | 바라문다흐 | 4월 9일    | 9일                                         |
| 겐보트   | 바샨스     | 5월 9일    | 9일                                         |
| 새네     | 바우나흐   | 6월 8일    | 8일                                         |
| 함레     | 아비브     | 7월 8일    | 8월                                         |
| 내하세   | 미스라     | 8월 7일    | 7일                                         |
| 파구맨   | 나시       | 9월 6일    | 6일                                         |

## 같이 보기
- 이집트력
- 순교자기원